# Phyllonoma
Die Phyllonoma sind die einzige Pflanzengattung der Familie der Phyllonomaceae in der Ordnung der Stechpalmenartigen (Aquifoliales) innerhalb der Bedecktsamigen Pflanzen (Magnoliophyta). Die etwa fünf Arten sind in der Neotropis von Mexiko bis Peru verbreitet. 

## Beschreibung

### Vegetative Merkmale
Die Phyllonoma-Arten sind Bäume und Straucher. Die wechselständigen Laubblätter sind einfach. Der Blattrand ist gesägt oder glatt. Die Nebenblätter sind relativ klein.

### Generative Merkmale
Die Gattung Phyllonoma ist leicht daran zu erkennen, dass die bündeligen Blütenstände auf ihren Laubblättern (epiphyll) stehen. Die kleinen und unscheinbaren Blüten sind zwittrig und vier- bis fünfzählig. Es sind vier bis fünf grüne Kelchblätter und drei bis fünf grüne Kronblätter vorhanden. Es ist nur ein Kreis mit vier bis fünf freien, fertilen Staubblättern vorhanden. Zwei Fruchtblätter sind zu einem unterständigen Fruchtknoten verwachsen, mit zwei freien Stempeln.
Die Beeren enthalten nur wenige (drei bis sechs) Samen.

### Inhaltsstoffe
Die Pflanzen akkumulieren Aluminiumionen.

## Systematik
Die Gattung Phyllonoma wurde 1820 durch Carl Ludwig Willdenow in Johann Jakob Roemer und Joseph August Schultes: Systema Vegetabilium 6, Seite 210 aufgestellt. Typusart ist Phyllonoma ruscifolia Willd. ex Schult. Die Familie Phyllonomaceae wurde 1905 durch John Kunkel Small in North American Flora, Volume 22, 1, Seite 2 aufgestellt.
Die Gattung Phyllonoma wurde früher in die Familie der Grossulariaceae eingeordnet, und einige Autoren stellten die Familie Phyllonomaceae zur Ordnung der Hydrangeales. Ein Synonym für die Gattung Phyllonoma Willd. ex Roem. & Schult. ist Dulongia Kunth, und für die Familie Phyllonomaceae Small Dulongiaceae J.G.Agardh.
Entsprechen Angiosperm Phylogeny Group ist Phyllonoma sind die einzige Gattung der Familie Phyllonomaceae in der Ordnung Aquifoliales.
Die Gattung Phyllonoma und damit auch die Familie der Phyllonomaceae umfasst etwa fünf (vier bis acht) Arten:
- Phyllonoma cacuminis Standl. & Steyerm.: Sie kommt in Guatemala und Honduras vor.[3]
- Phyllonoma laticuspis (Turcz.) Engl.: Sie kommt von Mexiko bis Costa Rica vor.[3] Diese Art erreicht Wuchshöhen von 1,5 bis 10 Metern.
- Phyllonoma ruscifolia Willd. ex Schult. (Syn.: Dulongia acuminata Kunth, Dulongia integerrima Turcz., Phyllonoma integerrima (Turcz.) Loes.): Sie ist von Guatemala bis Panama und in den Anden bis Bolivien[3] in Höhenlagen von 1000 bis 1500 Metern verbreitet.
- Phyllonoma tenuidens Pittier (Syn.: Phyllonoma triflora Pittier): Sie kommt von Costa Rica bis ins westliche Panama vor.[3]
- Phyllonoma weberbaueri Engl.: Sie ist in den Anden von Peru und dem westlichen Bolivien[3] in Höhenlagen von 2000 bis 2500 Metern verbreitet.